# Ivana Brlić-Mažuranić
Ivana Brlić-Mažuranić (18 de abril de 1874 – 21 de septiembre de 1938) fue una escritora croata. En su tierra natal, así como internacionalmente,  ha sido alabada como la mejor escritora croata para niños.

## Biografía
Nació el 18 de abril de 1874 en Ogulin en el seno de una familia reconocida de Mažuranić. Su padre Vladimir Mažuranić era un escritor, abogado e historiador, autor de Prinosi za hrvatski pravno-povjestni rječnik (Diccionario croata para la historia y la ley) en 1882. Su abuelo era el famoso político, ban y poeta Ivan Mažuranić, mientras su abuela Aleksandra Mažuranić era hermana del conocido escritor y persona clave del resurgimiento nacional croata, Dimitrija Demeter. Ivana fue, en gran parte, educada en su hogar. Junto a su familia se mudó primero a Karlovac, luego a Jastrebarsko, y finalmente a Zagreb.
Tras su matrimonio con el prominente abogado y político Vatroslav Brlić en 1892 se mudó a Brod na Savi (hoy Slavonski Brod) donde vivió la mayor parte de su vida. Dedicó todo su trabajo a su familia y laeducación de sus hijos, pudiendo dedicarse más plenamente a la escritura cuando crecieron.

## Obra
Ivana Brlić-Mažuranić comenzó a escribir poesía, diarios y ensayos bastante temprano pero sus trabajos no fueron publicados hasta principios del siglo XX. Sus historias y artículos, como la serie de artículos educativos titulados "Escuela y Vacaciones", comenzaron a publicarse regularmente en las revistas a partir de 1903.
En 1913 se publicó su libro Las maravillosas aventuras de desventuras de Hlapić el aprendiz, también conocido como Las valientes aventuras de Lapitch (Čudnovate zgode  šegrta Hlapićun) y llamó la atención del público literario. En la historia, el pobre aprendiz Hlapić encuentra accidentalmente a la hija perdida de su maestro y su suerte comienza a mejorar.
Su libro Cuentos croatas de tiempo atrás (Priče iz davnine), publicado en 1916, se encuentra entre los más populares en la actualidad debido a su adaptación a un producto de ficción interactivo computarizado por Helena Bulaja en 2003/2006. En el libro Mažuranić creó una serie nuevos cuentos de hadas, pero utiilizando nombres y motivos de la mitología eslava croata. Gracias a ello fue comparada con Hans Christian Andersen y Tolkien, quienes también escribieron historias completamente nuevas pero basadas en algunos elementos de mitología real.
Brlić-Mažuranić fue nominada para el premio Nobel de Literatura cuatro veces – en 1931 y 1935 fue nominada por el historiador Gabriel Manojlović, y en 1937 y 1938 también por el filósofo Albert Bazala, ambos de Zagreb. En 1937 se convirtió en la primera mujer aceptada como Miembro de la Academia Yugoslava de Ciencias y Artes. Tras una larga batalla contra la depresión, se suicidó el 21 de septiembre de 1938 en Zagreb.

## Bibliografía

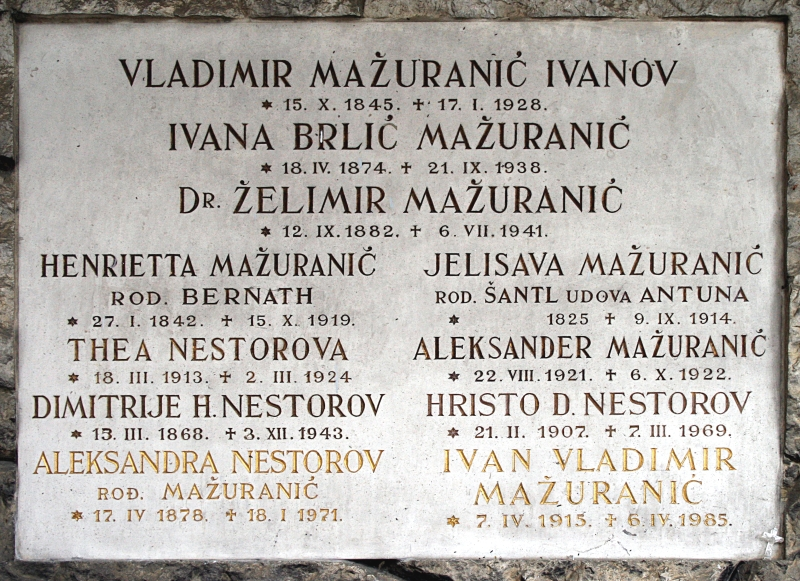
Lápida de Ivana Brlić-Mažuranić en el Cementerio Mirogoj en Zagreb

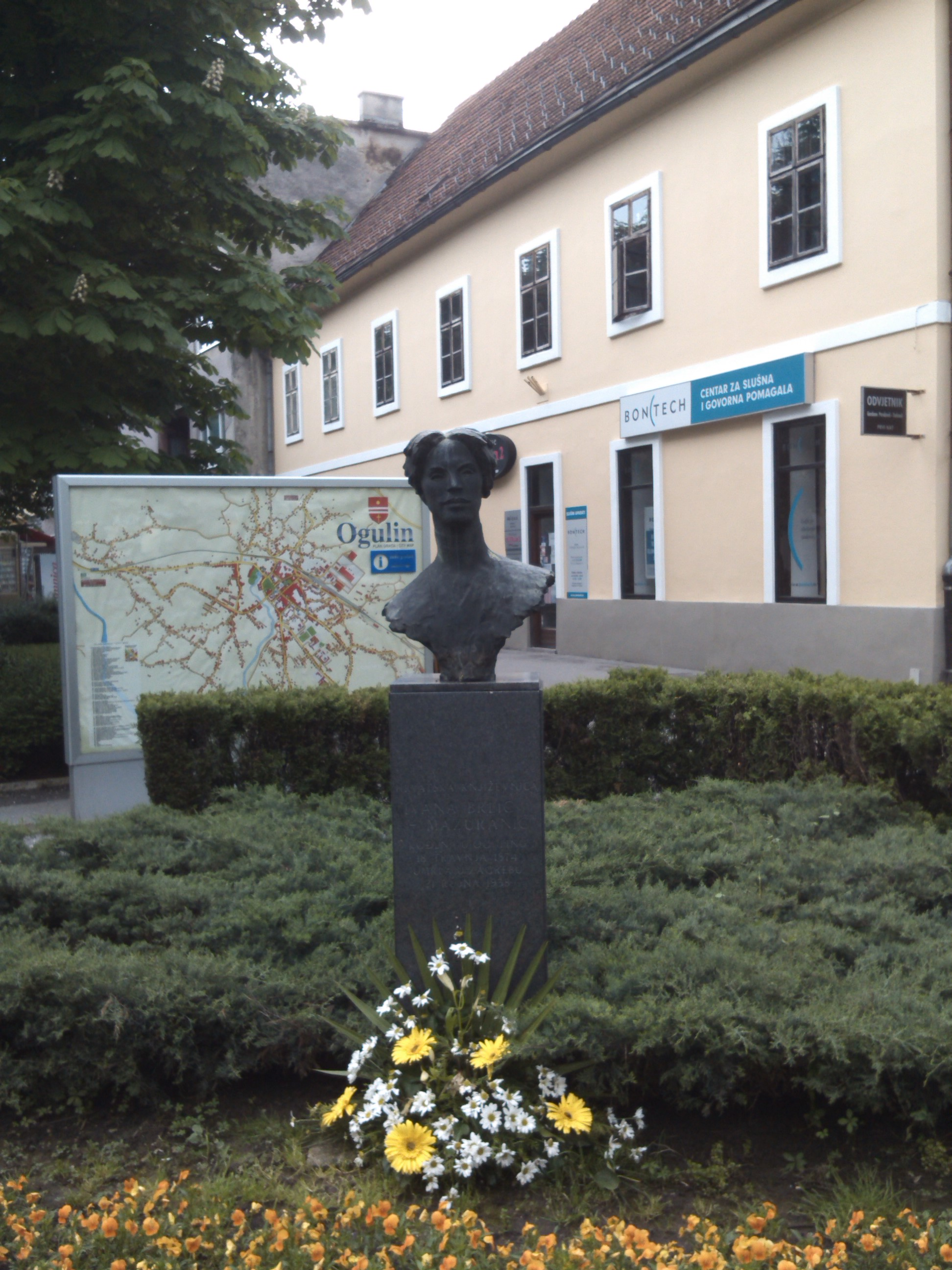
Busto en su nativo Ogulin

### Traducciones
Sus novelas y cuentos de hadas para niños, pensados originalmente para educar a los suyos propios, se tradujeron a casi todas las lenguas europeas. 
Las maravillosas aventuras y desventuras de Hlapić el Aprendiz se tradujo, entre otras lenguas, al bengalí (por el Dr. Probal Dashgupta), hindi, chino (por Shi Cheng Tai), vietnamita (algunos capítulos), japonés (por Sekoguchi Ken) y parsi (por Achtar Etemadi). La mayoría de estas traducciones fueron indirectas, a través del esperanto.

## Adaptaciones
En la década de 1990, la Compañía Cinematográfica de Croacia adaptó el trabajo de Brlić-Mažuranić  Las maravillosas aventuras y desventuras de Hlapić el Aprendiz en una película animada para niños, Lapitch el Pequeño Zapatero. Estrenada originalmente en 1997, se convirtió en la película croata más exitosa, y fue elegida para representar a su país en la 70.ª edición de los Premios de Óscar (en la categoría Mejor Película Extranjera).
En 2000, Helena Bulaja comenzó un proyecto animado interactivo basado en libro Cuentos croatas de tiempo atrás. El proyecto, el cual consta de ocho historias interactivas, historietas y juegos, se publicó en dos CD-ROMs y una serie ediciones de libro/DVD. Se creó en Flash por ocho equipos de animadores internacionales independientes de animadores, ilustradores, músicos, programadores y actores de varias partes del mundo (EE. UU., Francia, Reino Unido, Alemania, Rusia, Australia, Croacia), cuyo trabajo estuvo coordinado por Internet. El innovador proyecto y las animaciones ganaron varios premios en los más importantes festivales internacionales de animación y nuevos medios, incluyendo Flashforward San Francisco, premio multimedia Lucca Comics and Games, Festival de Cine Familiar Internacional en Hollywood y otros.